# Raïon d'Atiourevo
Le raïon d'Atiourevo (en russe : Атю́рьевский райо́н, en erzya:Атюрьбуе, Atüŕbuje, en moksha:Атерень аймак, Atereń ajmak) est un raïon de la république de Mordovie, en Russie.

## Géographie
D'une superficie de 826,1 km2, le raïon d'Atiourevo est situé à l'ouest de la république de Mordovie .
Il borde le raïon de Temnikov au nord, le raïon de Krasnoslobodsk à l'est, le raïon de Kovylkino au sud-est et le raïon de Torbéievo au sud-ouest et à l'ouest.  
Dans la partie orientale du raïon, s'étend la steppe boisée.
Les forêts couvrent une superficie de 9 475 hectares et sont situées principalement dans la partie nord-ouest du district
Les rivières les plus importantes sont la Yavas, la Lyatcha et la Choustroui.
Les habitants sont principalement des Russes, des Mokcha et des Tatars.
Le raïon est traversé par l'autoroute  entre Moscou et Saransk. 
Le journal local est le Selskije vesti.  

## Économie
L'activité économique principale est l'agriculture, qui produit des céréales, des pommes de terre, de la viande, du lait et de la laine.
Sur la superficie totale de 72 658 hectares, 44 504 hectares sont occupés par des terres arables. 
Il existe 15 coopératives de production agricole dans le raïon sur la base des 9 anciennes fermes collectives et 6 fermes d'Ëtat. Le nombre de fermes augmente chaque année.
Le raïon n'a pas de grandes entreprises industrielles.

## Démographie
La population du raïon d'Atiourevo a évolué comme suit:
| 1970   | 1979   | 1989   | 2002   | 2005   |
| ------ | ------ | ------ | ------ | ------ |
| 22 316 | 18 984 | 15 106 | 12 151 | 11 435 |

| 2009   | 2011   | 2015  | 2020  | - |
| ------ | ------ | ----- | ----- | - |
| 10 215 | 10 846 | 9 062 | 7 458 | - |